# Rhynchospora inundata
Rhynchospora inundata là loài thực vật có hoa trong họ Cói. Loài này được (Oakes) Fernald miêu tả khoa học đầu tiên năm 1918.